# Antoni Fiedler
Antoni Fiedler (ur. 6 czerwca 1869 w Jedlcu-Leśniczówce w pow. pleszewskim, zm. 5 maja 1919 w Poznaniu) – właściciel zakładu chemigraficznego i litograficznego „Fiedler” w Poznaniu, wydawca i działacz narodowy. Działacz Polskiej Organizacji Wojskowej Zaboru Pruskiego.

## Życiorys
Z wykształcenia dziennikarz. Prowadzona przez niego drukarnia przed I wojną stała się największym zakładem chemigraficznym i litograficznym w całej Wielkopolsce. Do najbardziej znaczących wydanych przez niego dzieł zaliczyć należy Herby szlachty polskiej Zbigniewa Leszczyca, Fausta Johanna Wolfganga von Goethego w tłumaczeniu Kazimierza Strzyżewskiego, Dramaty Józefa Kościelskiego oraz ilustrowane roczniki Stowarzyszenia Artystów Polskich.
Wydawał także patriotyczne pocztówki malowane przez Paulina Gardzielewskiego i innych artystów oraz czasopisma, m.in. tygodnik satyryczny „Tęcza” (tzw. Fiedlerowska), a także dwutygodnik literacko-artystyczny „Życie”.
Bohater książki Mój ojciec i dęby.

## Rodzina
Syn leśnika, Jana Fiedlera i Marii z Urbańskich, ojciec Arkadego oraz dziadek Marka i Arkadego Radosława Fiedlera.